# Lesotho aux Jeux olympiques d'été de 2012
Le Lesotho participe aux Jeux olympiques d'été de 2012 à Londres, au Royaume-Uni, du 27 juillet au 12 août de cette même année, pour sa 10e fois à des Jeux d'été.

## Athlétisme
Les athlètes du Lesotho ont jusqu'ici atteint les minima de qualification dans les épreuves d'athlétisme suivantes (pour chaque épreuve, un pays peut engager trois athlètes à condition qu'ils aient réussi chacun les minima A de qualification, un seul athlète par nation est inscrit sur la liste de départ si seuls les minima B sont réussis), :
hommes
| Athlète        | Épreuve    | Séries   | Séries | Demi-finales | Demi-finales | Finale          | Finale |
| Athlète        | Épreuve    | Résultat | Rang   | Résultat     | Rang         | Résultat        | Rang   |
| -------------- | ---------- | -------- | ------ | ------------ | ------------ | --------------- | ------ |
| Mosito Lehata  | 200 mètres | 20.74    | 33e    | NC           | NC           | NC              | NC     |
| Tsepo Ramonene | Marathon   | NC       | NC     | NC           | NC           | 2 h 55 min 54 s | 85e    |

Femmes
| Athlète         | Épreuve  | Séries   | Séries | Demi-finales | Demi-finales | Finale          | Finale |
| Athlète         | Épreuve  | Résultat | Rang   | Résultat     | Rang         | Résultat        | Rang   |
| --------------- | -------- | -------- | ------ | ------------ | ------------ | --------------- | ------ |
| Mamorallo Tjoka | Marathon | NC       | NC     | NC           | NC           | 2 h 43 min 15 s | 90e    |

## Natation
| Athlète       | Épreuve         | Séries | Séries | Demi-finales | Demi-finales | Finale | Finale |
| Athlète       | Épreuve         | Temps  | Rang   | Temps        | Rang         | Temps  | Rang   |
| ------------- | --------------- | ------ | ------ | ------------ | ------------ | ------ | ------ |
| Masempe Theko | 50 m nage libre | 42.35  | 73e    | NC           | NC           | NC     | NC     |